# Pardal del pare David
El pardal del pare David (Pyrgilauda davidiana) és una espècie d'ocell de la família dels passèrids (Passeridae) que habita planures amb zones d'herba de Mongòlia i zones limítrofes del sud de Sibèria i nord de la Xina.